# Festival Internacional de Cine de Cannes de 2004
El 57° Festival Internacional de Cine de Cannes de 2004 se celebró del 12 al 23 de mayo de 2004. La Palma de Oro la recibió la cinta Fahrenheit 9/11, de Michael Moore.
El festival se abrió con La mala educación, dirigida por Pedro Almodóvar, y cerró con De-Lovely, dirigida por Irwin Winkler. Laura Morante fue la maestra de ceremonias.

## Jurado

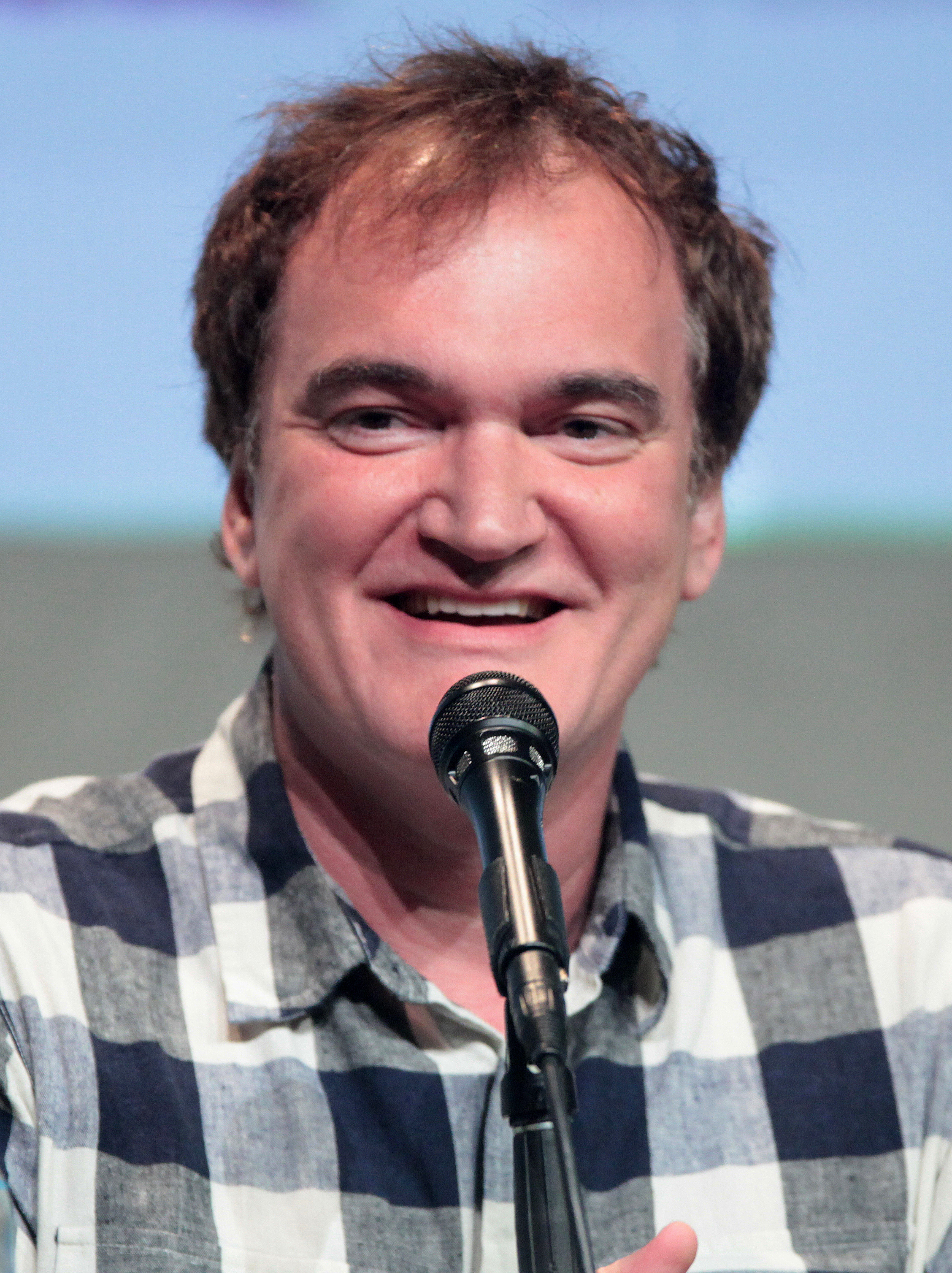
Quentin Tarantino, presidente del jurado.

Las siguientes personas fueron nombradas para formar parte del jurado de la competición principal en la edición de 2004:
- Quentin Tarantino, director estadounidense, presidente del jurado
- Emmanuelle Béart, actriz francesa.
- Tilda Swinton, actriz británica.
- Kathleen Turner, actriz estadounidense.
- Benoît Poelvoorde, actor belga.
- Jerry Schatzberg, director estadounidense.
- Tsui Hark, director chino.
- Edwige Danticat, escritora estadounidense.
- Peter Von Bagh, crítico finlandés.

### Un Certain Regard
Las siguientes personas fueron nombradas para formar parte del jurado de Un Certain Regard:
- Jeremy Thomas (productor) (UK) Presidente
- Carlos Gómez (crítico) (España)
- Baba Richerme (periodista) (Italia)
- Eric Libiot (crítico) (Francia)
- Eva Zaoralova (director artístico del Festival Karlovy Vary) (República Checa)
- Michel Demopoulos (critic) (Grecia)

### Cinéfondation y cortometrajes
Las siguientes personas fueron nombradas para formar parte del jurado de Cinéfondation y la competición de cortometrajes:
- Nikita Mikhalkov (director) (Rusia) Presidente
- Marisa Paredes (actriz) (España)
- Nicole Garcia (actriz, director) (Francia)
- Nuri Bilge Ceylan (director) (Turquía)
- Pablo Trapero (director) (Argentina)

### Camera d'Or
Las siguientes personas fueron nombradas para formar parte del jurado de la Cámara de Oro de 2004:
- Tim Roth (actor, director) (UK) Presidente
- Alain Choquart (fotógrafo) (Francia)
- Alberto Barbera (Director del museo) (Italia)
- Aldo Tassone (crítico) (Italia)
- Anne Theron (director) (Francia)
- Diego Galan (crítico) (España)
- Isabelle Frilley (represente de la industria técnica) (Francia)
- Laure Protat (cinéfilo) (Francia)
- Nguyen Trong Binh (distribuidor) (Francia)

## Selección oficial

### En competición – películas
Las siguientes películas compitieron por la Palma d'Or:
- Clean, de Olivier Assayas (Francia)
- Exils, de Tony Gatlif (Francia)
- Comme une image, de Agnès Jaoui (Francia)
- The Ladykillers, de los hermanos Coen (Estados Unidos)
- Shrek 2, de Andrew Adamson, Kelly Ashbury y Conrad Vernon (Estados Unidos)
- La femme est l'avenir de l'homme, de Hong Sang-soo (Corea del Sur)
- The Life and Death of Peter Sellers, de Stephen Hopkins (Gran Bretaña)
- Nadie sabe, de Hirokazu Kore-Eda (Japón)
- La vida es un milagro, de Emir Kusturica (Bosnia-Herzegovina)
- La niña santa, de Lucrecia Martel (Argentina)
- Fahrenheit 9/11, de Michael Moore (Estados Unidos)
- Ghost in the Shell 2: Innocence, película de animación de Mamoru Oshii (Japón)
- Oldboy, de Park Chan-wook (Corea del Sur)
- Diarios de motocicleta, de Walter Salles (Brasil)
- Le conseguenze dell'amore, de Paolo Sorrentino (Italia)
- Tropical Malady, de Apichatpong Weerasethakul (Tailandia)
- Los edukadores, de Hans Weingartner (Alemania)
- 2046, de Wong Kar-wai (China)

## Un certain regard
Las siguientes películas fueron seleccionadas para competir en Un Certain Regard:
- Bienvenue en Suisse, de Léa Fazer (Suiza - primera película) en inauguración
- La rage au cœur, de Youssef Chahine (Egipto) en clausura
- Poids léger, de Jean-Pierre Améris (Francia)
- Nelly, de Laure Duthilleul (Francia)
- À tout de suite, de Benoît Jacquot (Francia)
- Dear Frankie, de Shona Auerbach (Gran Bretaña - primera película)
- Noite escura, de João Canijo (Portugal)
- No te muevas, de Sergio Castellitto (Italia)
- Passages, de Yang Chao (China - primera película)
- Crónicas, de Sebastián Cordero (Ecuador)
- Hotel, de Jessica Hausner (Austria)
- 10 on ten, de Abbas Kiarostami (Irán)
- El asesinato de Richard Nixon, de Niels Mueller (Estados Unidos - primera película)
- Kontroll, de Antal Nimrod (Hungría - primera película)
- Schizo, de Gulshad Omarova (Kazajistán - primera película)
- Terre et cendres, de Atiq Rahimi (Afganistán - primera película)
- Whisky, de Juan Pablo Rebella y Pablo Stoll (Uruguay)
- Moolaadé, de Ousmane Sembène (Senegal)
- Marseille, de Angela Shanelec (Alemania)
- Somersault, de Cate Shortland (Australia - primera película)

## Películas fuera de competición
Las siguientes películas fueron seleccionadas para exhibirse fuera de competición:
- La mala educación, de Pedro Almodóvar (España) - Sesión inaugural
- De-Lovely, de Irvin Winkler (Estados Unidos) - Sesión de clausura
- Troya, de Wolfgang Petersen (Estados Unidos)
- Henri Langlois: The Phantom of the Cinémathèque (Le fantôme d'Henri Langlois) de Jacques Richard
- Breaking News (Dà Shì Jiàn) de Johnnie To
- Kill Bill Vol 2, de Quentin Tarantino (Estados Unidos)
- Mondovino, de Jonathan Nossiter (Estados Unidos)
- La casa de las dagas voladoras, de Zhang Yimou (China)
- Dawn of the Dead, de Zack Snyder (Estados Unidos)
- Notre musique, de Jean-Luc Godard (Francia)
- Bad Santa, de Terry Zwigoff (Estados Unidos)
- Kamikaze Girls de Tetsuya Nakashima
- Salvador Allende, de Patricio Guzmán (Chile)
- Five, de Abbas Kiarostami (Irán)
- La porte du soleil, de Yousry Nasrallah (Egipto)
- Ya umer v detsvte (I died in childhood), de Gueorgui Paradjanov (Georgia)
- Cinéastes à tout prix, de Frédéric Sojcher (Bélgica)
- Words in Progress (Épreuves d'artistes) by Gilles Jacob
- Glauber o filme, labirinto do Brasil, de Silvio Tendler (Brasil)
- 10e Chambre, instants d'audiences, de Raymond Depardon (Francia)

## Cinéfondation
Las siguientes películas fueron seleccionadas para exhibirse en la competición Cinéfondation:
- 99 ans de ma vie de Marja Mikkonen
- Beita Shel Meshoreret de Haim Tabakman
- Calatorie la oras de Corneliu Porumboiu
- Fajnie, ze jestes de Jan Komasa
- Footnote de Pia Borg
- Gaia de Amarante Abramovici
- Happy Now de Frederikke Aspöck
- Kis Apokrif N°2 de Kornél Mundruczó
- Kontakt de Martin Duda
- Nebraska de Olga Zurawska
- Playing Dead de David Hunt
- Propheties du passe de Fabien Greenberg
- Proyect Gvul de Tamar Singer, Dani Rosenberg, Nadav Lapid, Adi Halfin, Rima Essa
- Son Of Satan de Jj Villard
- The Happiness Thief de Derek Boyes
- The Rick de Tim McCarthy
- The Wings de Hae-young Seo
- Wonderful Harusame de Ayumi Aoyama

## Cortometrajes
Los siguientes cortos compitieron para Palma de Oro al mejor cortometraje:
- Accordeon, de Michéle Cournoyer (Canadá)
- Closer, de David Rittey (Nueva Zelanda)
- Der schwimmer, de Klaus Huettmann (Alemania)
- Platlife, de Jonas Geirnaert (Bélgica)
- Gérard mon amour, de Madeleine Andre (Francia)
- L'évangile du cochon créole, de Michelange Quay (Haití)
- La dernière minute, de Nicolas Salis (Francia)
- Quimera, de Erik Rocha (Brasil)
- Thinning the herd, de Rie Rasmussen (Suecia)
- Trafic, de Catalin Mitulescu (Rumanía)

## Cannes Classics
Por tercer año, el Festival de Cannes seleccionó "algunas de las obras maestras mundiales y algunas rarezas" elegidas por la audiencia. Las siguientas películas fueron proyectadas en la "Salle Buñuel" durante el festival.
Tributo
- Black God, White Devil (Deus e o diabo na terra do sol) de Glauber Rocha (1964)
- Blowup de Michelangelo Antonioni (1966)
- Bye Bye Brazil de Carlos Diegues (1979)
- El colegial de James W. Horne (1927)
- Doña Flor y sus dos maridos de Bruno Barreto (1976)
- Tierra en trance de Glauber Rocha (1967)
- The Gaze of Michelangelo (Lo sguardo di Michelangelo) de Michelangelo Antonioni (corto)
- El maquinista de La General de Buster Keaton y Clyde Bruckman (1926)
- Macunaíma de Joaquim Pedro de Andrade (1968)
- O Pagador de Promessas de Anselmo Duarte (1964)
- El héroe del río de Buster Keaton y Charles Reisner (1928)
- Vidas Secas de Nelson Pereira dos Santos (1963)

Obras restauradas
- La batalla de Argel de Gillo Pontecorvo (1965)
- Antes de la revolución (Prima della rivoluzione) de Bernardo Bertolucci (1964)
- Uno Rojo, división de choque de Samuel Fuller (1980)
- Deadlier Than the Male de Ralph Thomas (1966)
- Hair de Miloš Forman (1979)
- La cicatrice intérieure de Philippe Garrel (1967)
- La soledad del corredor de fondo de Tony Richardson (1962)
- Madre India de Mehboob Khan[9][8] (1957)
- The New One-Armed Swordsman (San duk bei do) de Chang Cheh (1971)
- Ordet de Carl Theodor Dreyer (1955)
- Pickpocket de Robert Bresson (1959)
- Le voyage d'Amélie de Daniel Duval (1974)

## Secciones paralelas

### Semana Internacional de la Crítica
Las siguientes películas fueron seleccionadas para ser proyectadas para la 43.ª Semana de la Crítica (43e Semaine de la Critique):
Películas en competición
- À Casablanca les anges ne volent pas de Mohamed Asli (Morocco, Italy)
- Thirst (Atash) de Tawfik Abu Wael (Israel, Palestine)
- A Common Thread (Brodeuses) de Éléonore Faucher (France)
- Calvaire de Fabrice du Welz (Belgium, France, Luxembourg)
- CQ2 (Seek You Too) de Carole Laure (Canada, France)
- Or (My Treasure) (Or) de Keren Yedaya (France, Israel)
- Temporada de patos de Fernando Eimbcke (México)

Cortometrajes en competición
- Alice and I (Alice et moi) de Micha Wald (Belgium)
- Breaking Out de  Marianela Maldonado (United States)
- Con Diva (With Diva) de Sebastian Mantilla (Spain)
- L’homme sans ombre de Georges Schwizgebel (Canada, Switzerland)
- Los elefantes nunca olvidan de Lorenzo Vigas Castes (Venezuela, México)
- Ryan de Chris Landreth (Canada)
- Signes de vie de Arnaud Demuynck (France, Belgium)

Pases especiales
- L’Après-midi de Monsieur Andesmas de Michelle Porte (France) (opening film)
- Adieu Philippine de Jacques Rozier (France) (La séance du Parrain)
- Ce qu’il reste de nous de François Prévost & Hugo Latulippe (Canada) (Docu.)
- Metropolitan Express (Stolitchny Skory) de Artyom Antonov (Russia) (Short)
- Les Parallèles de Nicolas Saada (France) (Short)
- Girls and Cars de Thomas Woschitz (Austria) (Short)
- De l’autre côté de Nassim Amaouche (France) (Prix de la Critique)
- Anna (3 kgs 2) de Laurette Polmanss (France) (Prix de la Critique)
- Sotto falso nome de Roberto Andò (Italy, France, Switzerland) (closing film)

### Quincena de Realizadores
Las siguientes películas fueron exhibidas en la Quincena de Realizadores de 2004 (Quinzaine des Réalizateurs):
- A vot' bon cœur de Paul Vecchiali (France)
- Dans les champs de bataille de Danielle Arbid (France, Belgium, Lebanon)
- En attendant le déluge de Damien Odoul (France)
- El corazón es mentiroso (Le livre de Jérémie) de Asia Argento (United States, France, United Kingdom, Japan)
- The Hook (Je suis un assassin) de Thomas Vincent (France)
- Mean Creek de Jacob Aaron Estes (United States)
- Machuca de Andrés Wood (Francia, España, Chile)
- Los muertos de Lisandro Alonso (Argentina, France, Netherlands, Switzerland)
- Mur (doc.) de Simone Bitton (France, Israel)
- Oh, Uomo (doc.) de Yervant Gianikian, Angela Ricci Lucchi (Italy)
- The River's End de Behrouz Afkhami (Irán)
- The Scent of Blood (L'odore del sangue) de Mario Martone (Italy, France)
- Sommeil Amer de Mohsen Amiryoussefi (Irán)
- Tarnation (doc.) de Jonathan Caouette (United States)
- El sabor del té de Katsuhito Ishii (Japan)
- The Tunnel de Kunitoshi Manda (Japan)
- Vénus et Fleur de Emmanuel Mouret (France)
- Woman of Breakwater de Mario O'Hara (Philippines)
- El leñador de Nicole Kassell (United States)
- The Wound (La blessure) de Nicolas Klotz (France, Belgium)

Cortometrajes
- A Feather Stare at the Dark de Naoyuki Tsuji (Japan)
- Capitaine Achab de Philippe Ramos (France)
- Charlotte de Ulrike Von Ribbeck (Germany)
- Fill in the Blanks de Kim Youn-Sung (South Korea)
- Frontier de Jun Miyazaki (Japan)
- La petite chambre de Élodie Monlibert (France)
- La peur, petit chasseur de Laurent Achard (France)
- Le dieu Saturne de Jean-Charles Fitoussi (France)
- Le droit chemin de Mathias Gokalp (France)
- Odya de Edgar Bartenev (Russia)
- Tristesse beau visage de Jean Paul Civeyrac (France)
- Vostok 1' de Jan Andersen (France)

## Palmarés

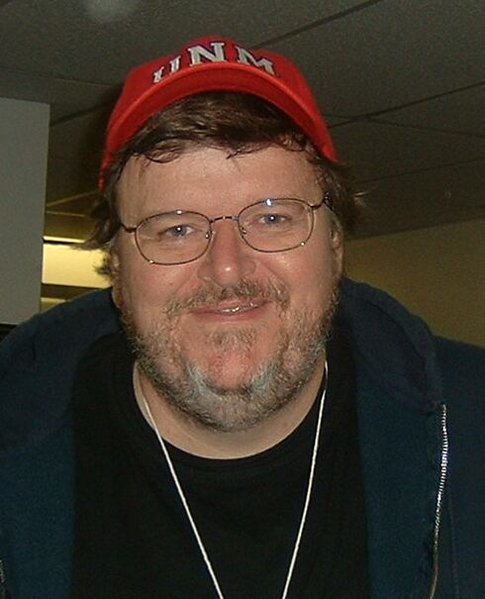
Michael Moore, ganador de la Palma de Oro.

Los galardonados en las secciones oficiales de 2004 fueron:
- Palma de Oro : Fahrenheit 9/11 de Michael Moore
- Gran Premio del Jurado : Oldboy de Chan-Wook Park
- Premio a la mejor dirección : Exils de Tony Gatlif
- Premio a la interpretación masculina : Yūya Yagira por Nadie sabe
- Premio a la interpretación femenina : Maggie Cheung por Clean
- Premio al mejor guion : Comme une Image de Agnès Jaoui
- Premio del Jurado : 
  - Tropical Malady, de Apichatpong Weerasethakul
  - La actriz Irma P. Hall por The Ladykillers

Un Certain Regard
- Premio Un Certain Regard: Moolaadé de Ousmane Sembène
- Prix du Regard Original:Whisky de Juan Pablo Rebella y Pablo Stoll
- Prix du Regard vers l'Avenir: Earth and Ashes (Khakestar-o-khak) de Atiq Rahimi

Cinéfondation
- Primer premio: Happy Now de Frederikke Aspöck
- Segundo premio: Calatorie la oras de Corneliu Porumboiu
- Tercer premio: Fajnie, ze jestes de Jan Komasa

Càmera d'Or
- Caméra d'Or: Or (My Treasure) (Or) de Keren Yedaya
- Caméra d'Or - Mención especial: Passages (Lu cheng) de Yang Chao & Earth and Ashes (Khakestar-o-khak) de Atiq Rahimi

Cortometrajes
- Palma de Oro al mejor cortometraje: Trafic de Catalin Mitulescu
- Premio del jurado: Flatlife de Jonas Geirnaert

### Premios independientes
Premio FIPRESCI
- Fahrenheit 9/11 de Michael Moore (En competición)
- Whisky de Juan Pablo Rebella and Pablo Stoll (Un Certain Regard)
- Thirst (Atash) de Tawfik Abu Wael (Semana Internacional de la Crítica)

Premio Vulcain al mejor artista técnico
- Premio Vulcain: Eric Gautier por su fotografía en Clean y en Diarios de motocicleta

Jurado Ecuménico
- Premio del Jurado Ecuménico: Diarios de motocicleta de Walter Salles
- Jurado Ecuménico - Mención especial: Moolaadé de Ousmane Sembène

Premio de la Juventud
- Kontroll de Antal Nimród

Semana Internacional de la Crítica
- Premio de la semana de la crítica: A Common Thread (Brodeuses) de Éléonore Faucher & Or (My Treasure) (Or) de Keren Yedaya
- Premio Canal+: Ryan de Chris Landreth
- Premio Kodak al mejor corto: Ryan de Chris Landreth
- Premio de la crítica joven - Mejor corto: Ryan by Chris Landreth
- Premio de la crítica joven - Mejor largo: Or (My Treasure) (Or) by Keren Yedaya
- Grand Rail d'Or: CQ2 (Seek You Too) de Carole Laure
- Petit Rail d'Or: Love Is the Law de Eivind Tolas

Association Prix François Chalais
- François Chalais Award: Diarios de motocicleta de Walter Salles[16]

## Media
- INA: Opening of the 2004 Festival (commentary in French)
- INA: Much publicity about the 2004 Palme d'Or (commentary in French)